# Шюмег (замок)
Шюмег (венг. Sümegi vár [ˈʃymeɡi va:r], нем. Schimeck) – средневековый замок, расположенный на высоком холме в одноимённом городе, в медье (уезде) Веспрем, примерно в 20 километрах к северу от озера Балатон, в регионе Средний Дунантуль, Венгрия. По своему типу относится к замкам на вершине. В Венгрии признан памятником архитектуры.

## История

### Ранний период

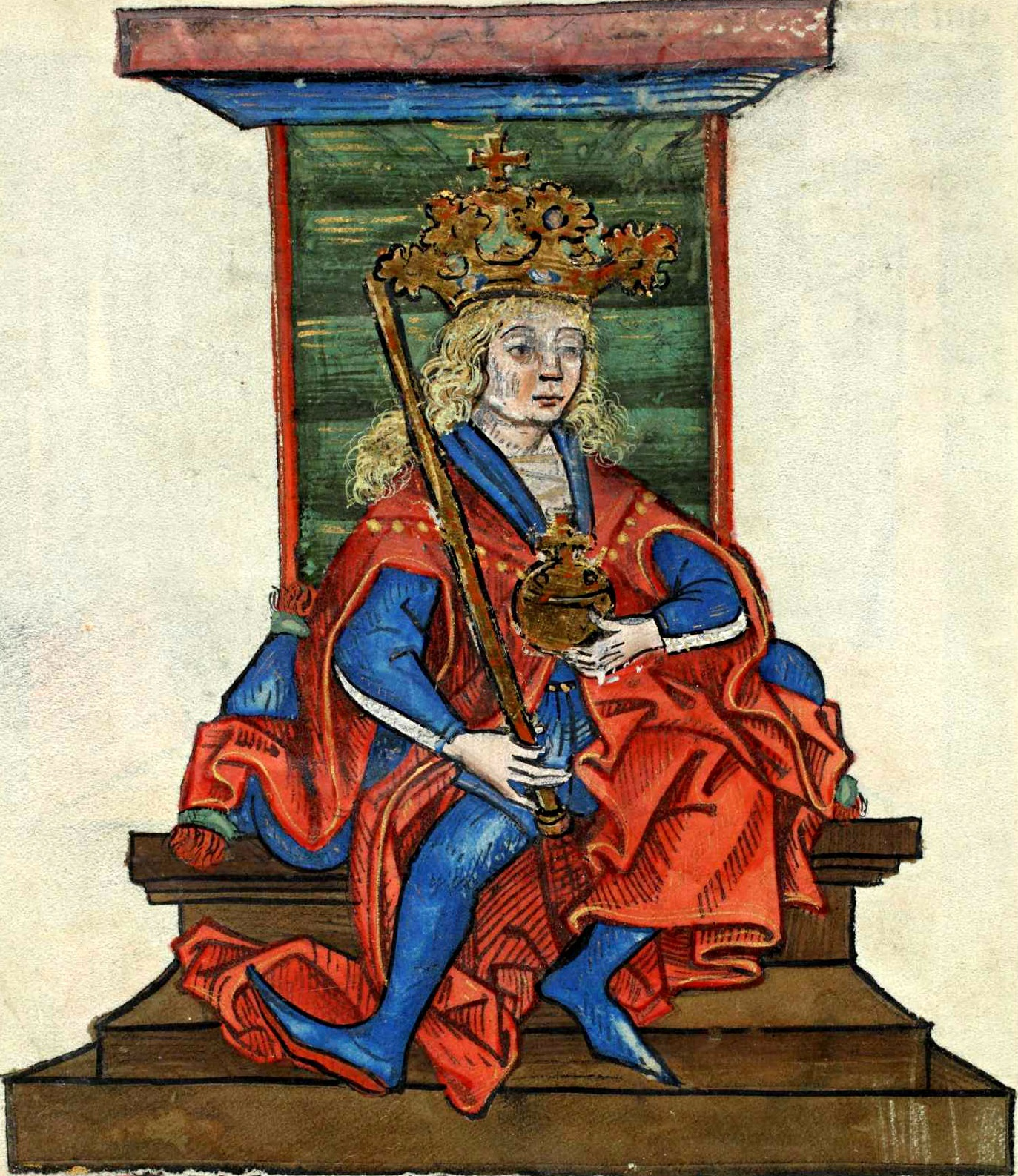
Король Иштван V

Замок возведён во второй половине XIII века. Это был дар венгерского короля Иштван V епархии Веспрем. Изначально укрепление состояло только из единственной оборонительной башни, цистерны для хранения воды, высеченной в скале, и нескольких хозяйственных построек. Первые письменные упоминания о крепости относятся к документам 1301 года. 
Правда к этому времени укрепления захватили представители знатного рода Кёсеги. Изгнать захватчиков и вернуть крепость епископам смог только через 15 лет король Карл Роберт. 
В 1440-годы вспыхнул конфликт между королевой Елизаветой Люксембургской и представителями высшей знати. Бунтовщики на некоторое время захватили замок Шюёмег. Но в ходе боевых действий укрепления почти не пострадали.
Во второй половине XV века по приказу епископа Альберта Ветези замок существенно реконструировали и расширили. Появился контур внешних каменных стен с башнями. Внутри возвели жилое здание, игравшее роль резиденции.

### ЭпохаРенессанса
После захвата Веспрема в 1552 году армией Османской империи, главной резиденцией местной епархии стал замок Шюмег. Вскоре по распоряжению епископа Андраш Кёвеши началась масштабная перестройка укреплений. На северо-восточной стороне построили мощный пушечный бастион. Он до сих пор носит имя Кёвеши.
Весной 1605 года армия гайдуков под командованием трансильванского дворянина Иштвана Бочкаи подняла восстание против дома Габсбургов. Мятежники захватили замок, где схватили и убили епископа Миклоша Уйлаки. Затем они отрубили ему голову и сбросили её со сксклона замковой горы. 
Замок играл важную роль в период турецкой экспансии в Центральной Европе. Хотя османы несколько раз осаждали Шюмег, они так и и не сумели его захватить. Турецкие войска, возвращавшиеся в 1664 году после проигранной битвы при Сентготхарде, ворвались в город и подожгли его. В результате пожар перекинулся и на замок, который серьёзно пострадал. 
Шюмег полностью восстановили при епископе Иштване Сенном. Стены сделали ещё толще и укрепили контрфорсами.

### XVIII-XIX века

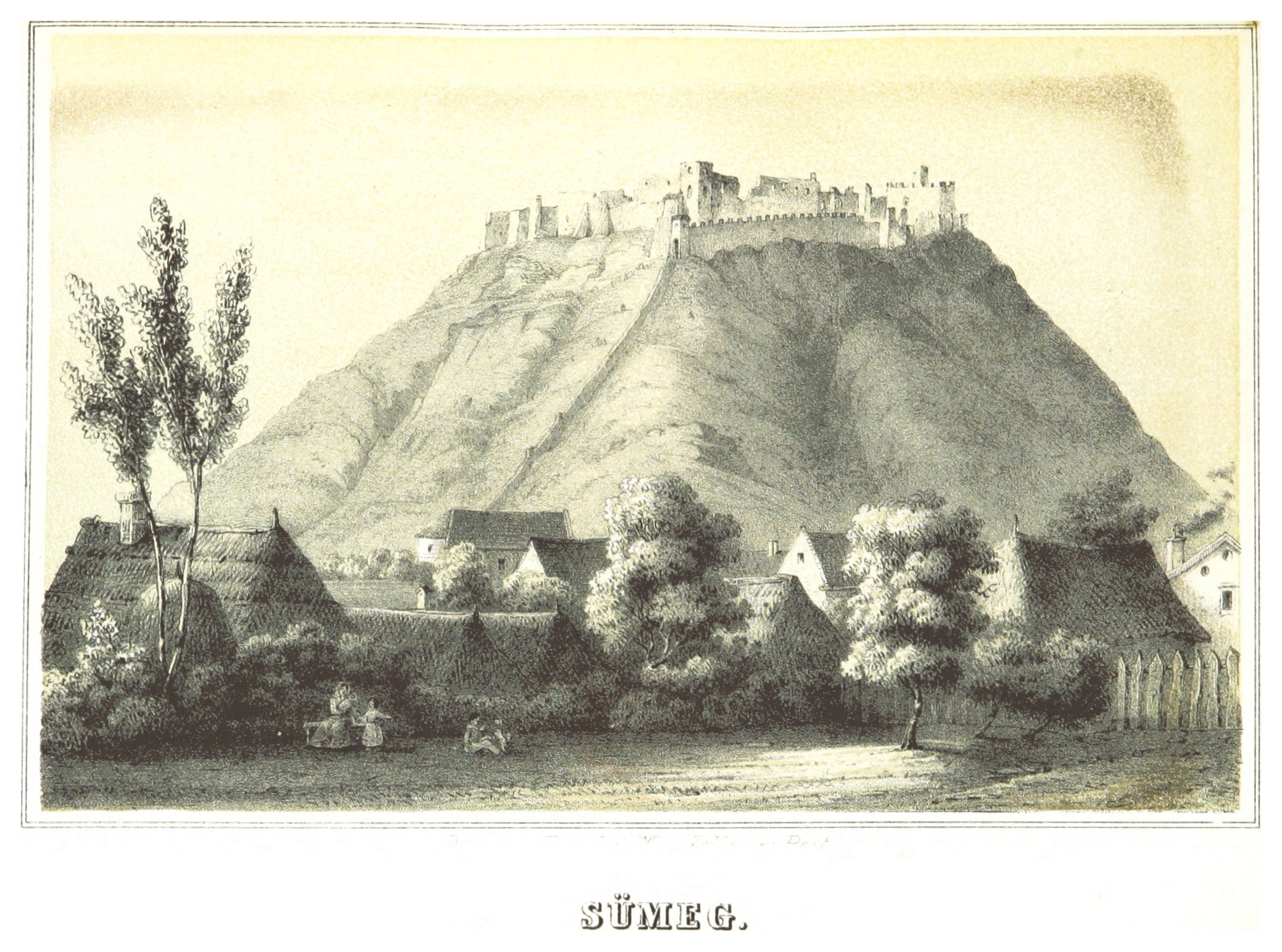
Руины замка на рисунке 1851 года

Во время Восстания Ракоци (1703–1711) замок захватили повстанцы. Однако в 1709 году имперские войска сумели вернуть контроль над крепостью. В 1726 году мятежники подожгли Шюмег, а главные ворота взорвали. С тех пор замок, потерявший военное значение, больше не восстанавливался. Дворец епископа разместился к юго-западу от подножия холма. Крепость была заброшена. Более двух веков сооружение лежало в руинах.

### XX век

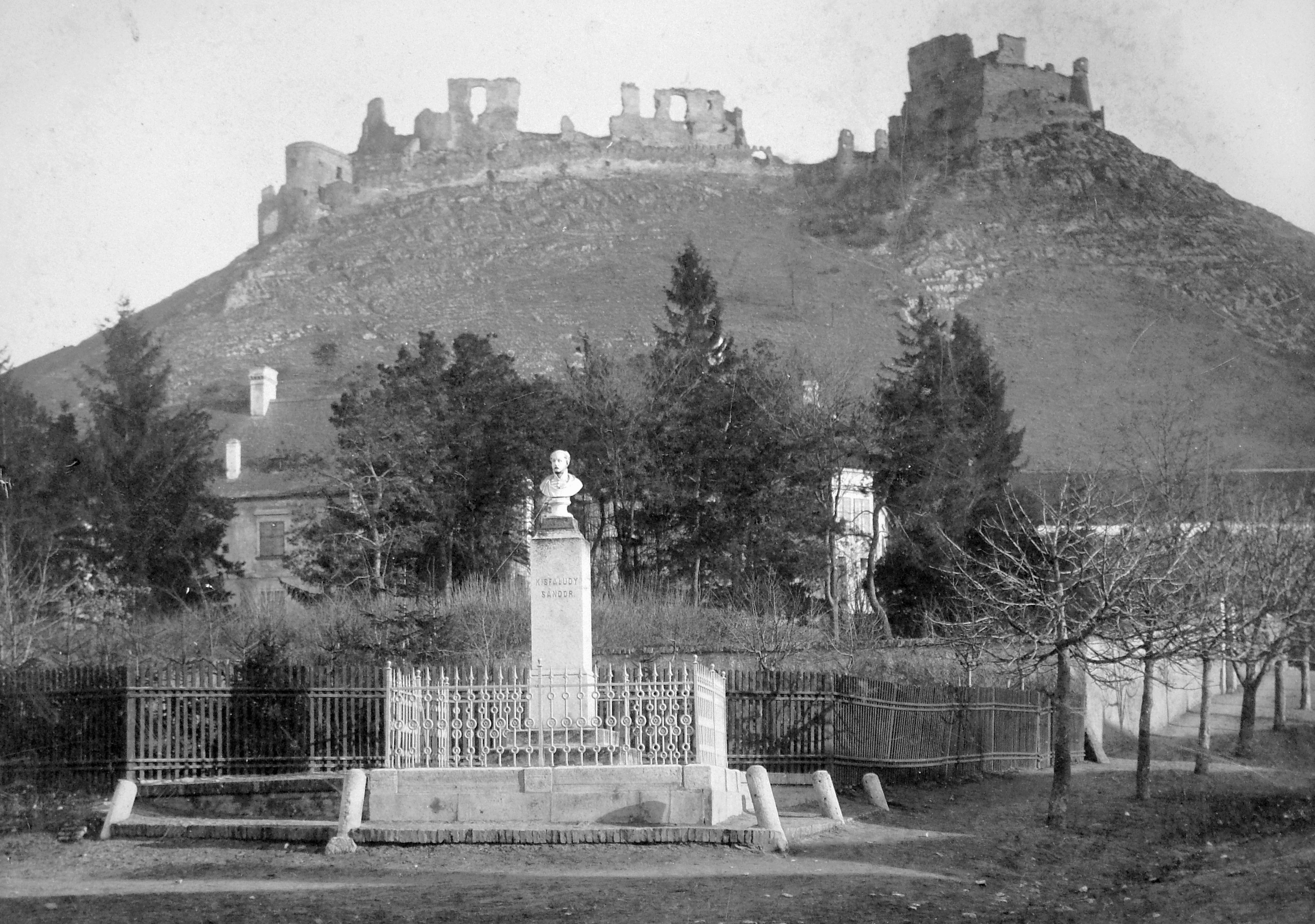
Руины замка на фотографии 1900 года

К середине XX века замок представлял собой печальное зрелище. Часть стен обрушилась. Всё ценное давно было вывезено. Жители расположенного у подножья поселения использовали заброшенную крепость как каменоломню. Старинные каменные блоки служили основанием многих жилых домов. 
Наконец после завершения Второй мировой войны, уже во второй половине XX века, начались поэтапные работы по консервации руин. В 1960-е годы на замковой горе организовали археологические раскопки, позволивщие установить, что первые каменные укрепления здесь появились в XIII веке. Однако в годы существования Венгерской Народной Республики серьёзного ремонта в крепости не проводилось. Лишь после падения железного занавеса и перехода власти от коммунистов к демократическому правительству, появились планы по превращению Шюмега в популярную достопримечательность.
В 1989 году началось восстановление крепости. В течение последующих лет была расчищена внутренняя территория, отремонтированы стены, созданы лестницы для подъёма на башни. Шюмег вскоре превратился в важный региональный туристический объект. Реставрация продолжается и в настоящее время.

## Современное использование

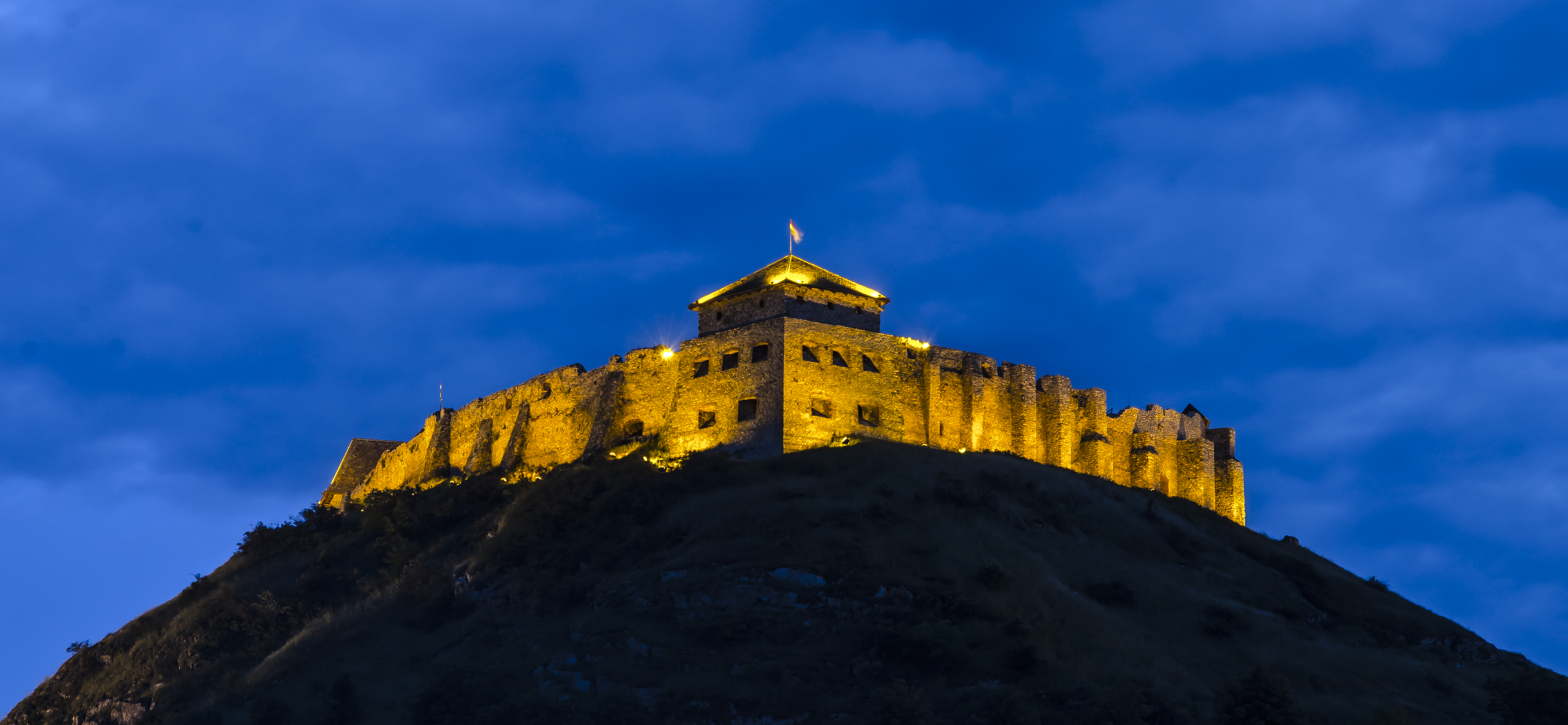
Вид замка в ночное время

Замок открыт для посещения туристами круглый год. В летнее время здесь проводятся фестивали средневековой культуры, рыцарские турниры, концерты и ярмарки. 
С высоты стен и башен замка открываются прекрасные виды на окружающую долину. Внутри действует ресторан. У подножья замка создан музей, посвящённый истории региона.

## Описание замка

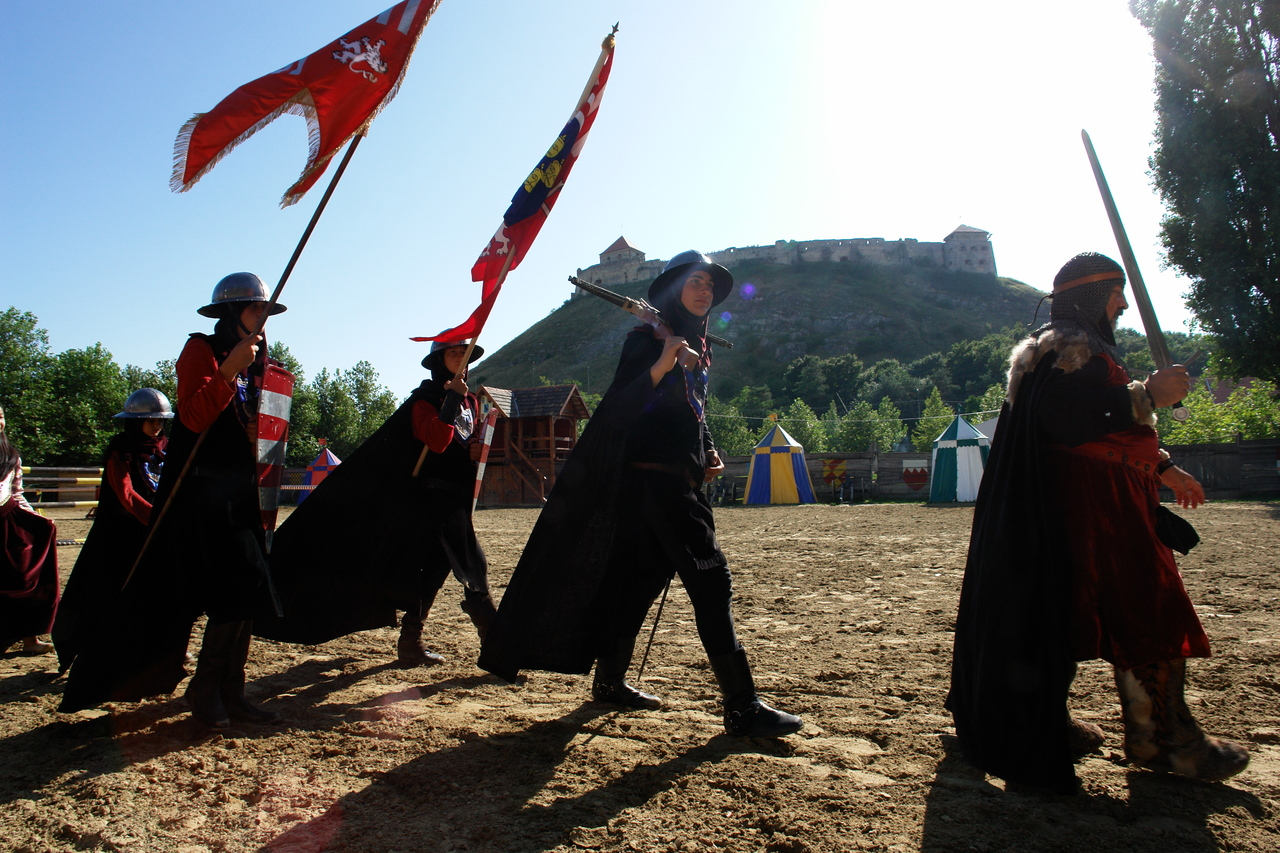
У замка во время фестиваля исторической реконструкции

Замок в основании представляет собой треугольник неправильной формы. Главные здания пристроены изнутри к стенам. Это позволило сформировать внутри достаточно просторный двор. Единственный вход в крепость расположен с западной стороны по принципу захаба. Перед главными воротами находится подъёмный мост. 
В южной части комплекса возведена мощная квадратная башня, которая играла роль бергфрида. В настоящее время здесь размещается постоянная экспозиция, посвящённая истории Шюмега. Здесь находится коллекция старинного оружия и рыцарских доспехов. Часть помещений оформлена в стиле, характерном для Средних веков.

## Галерея

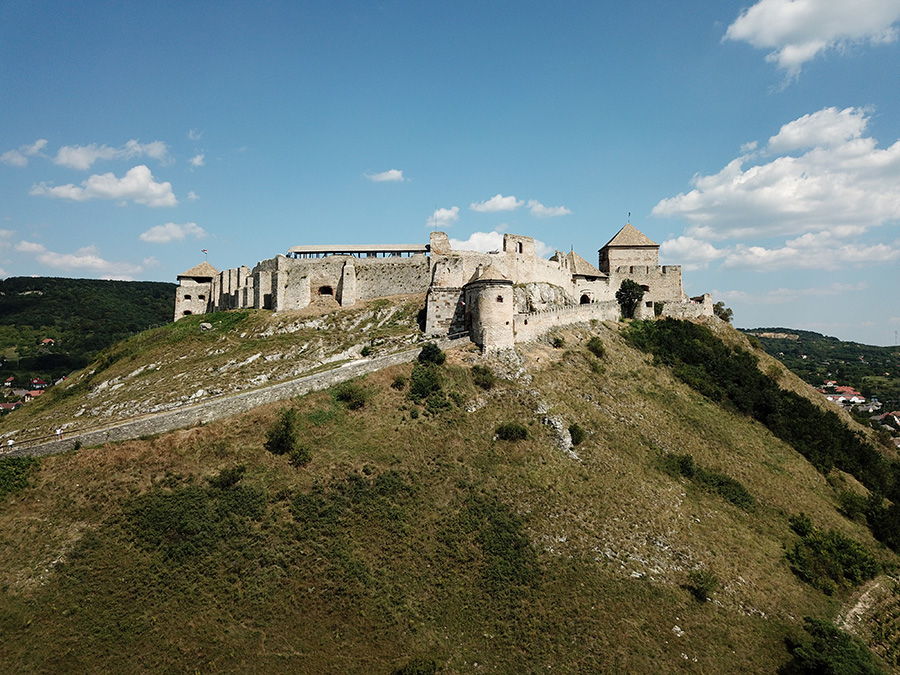
Вид замка с западной стороны
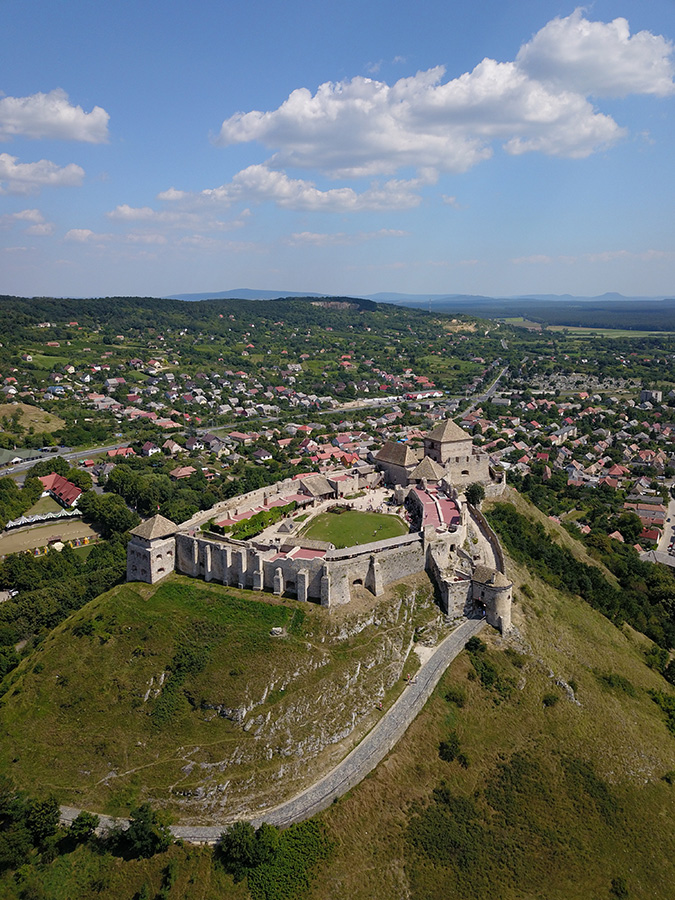
Вид замка с высоты птичьего полёта
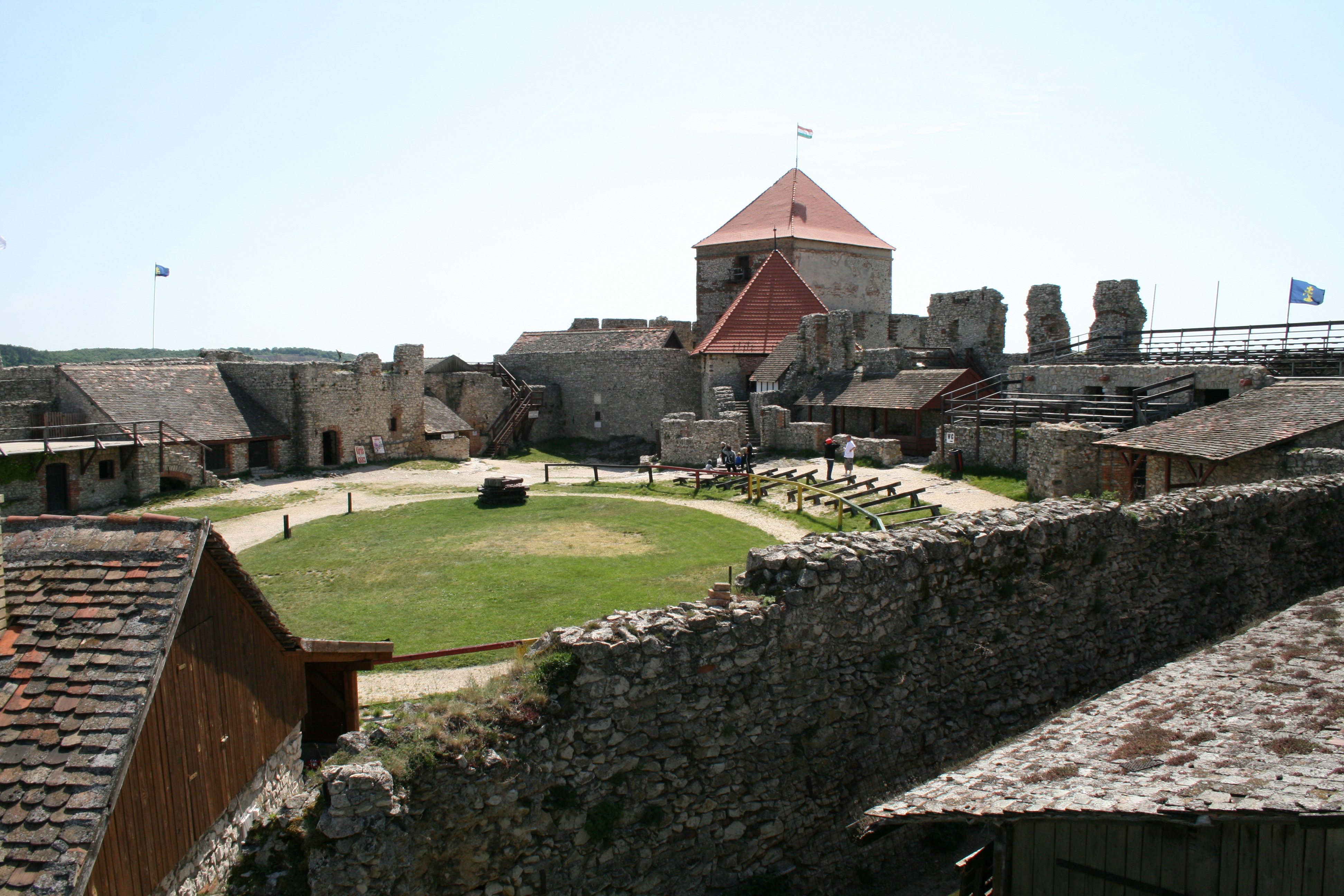
Внутренний двор замка
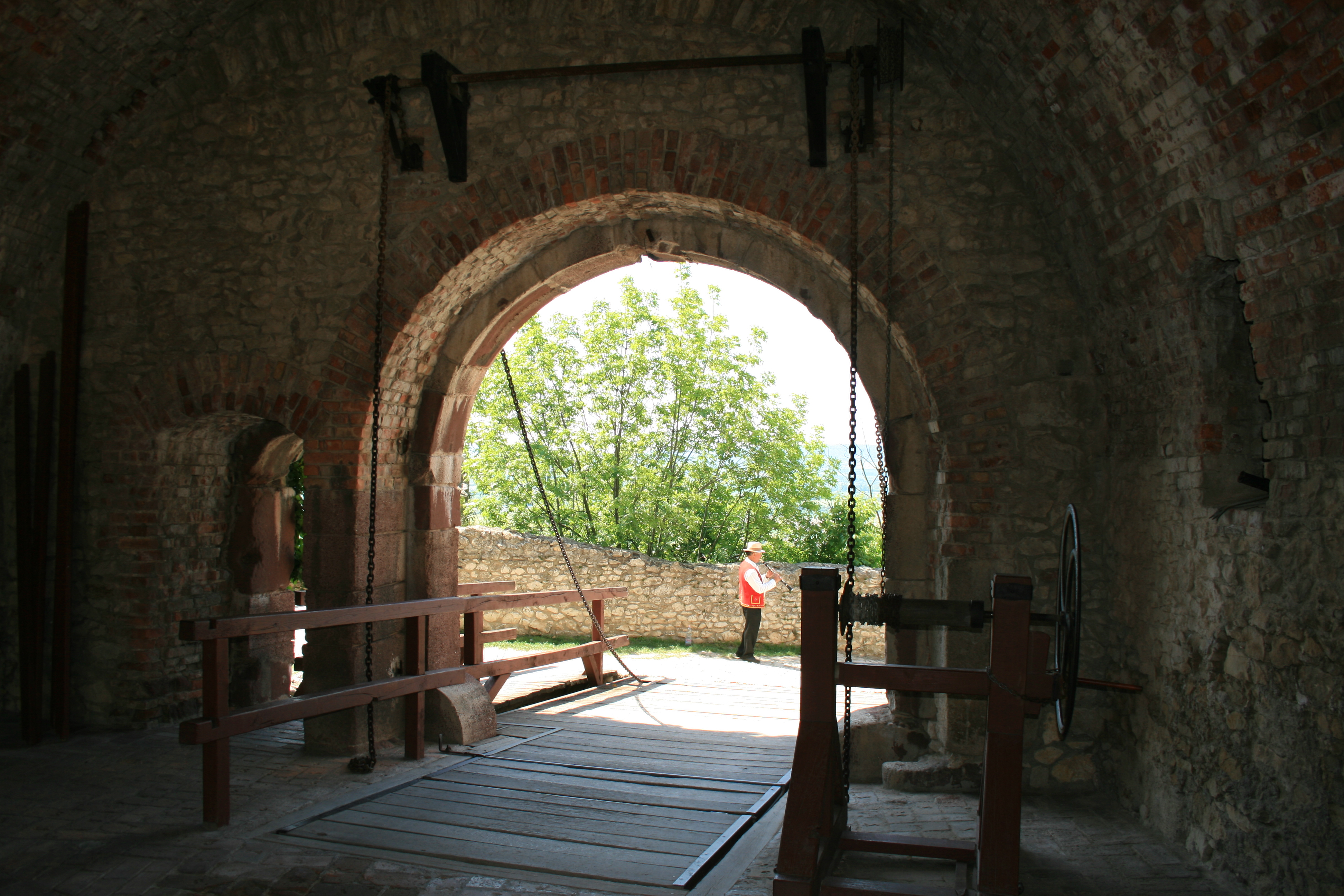
Подъёмный мост перед главными воротами
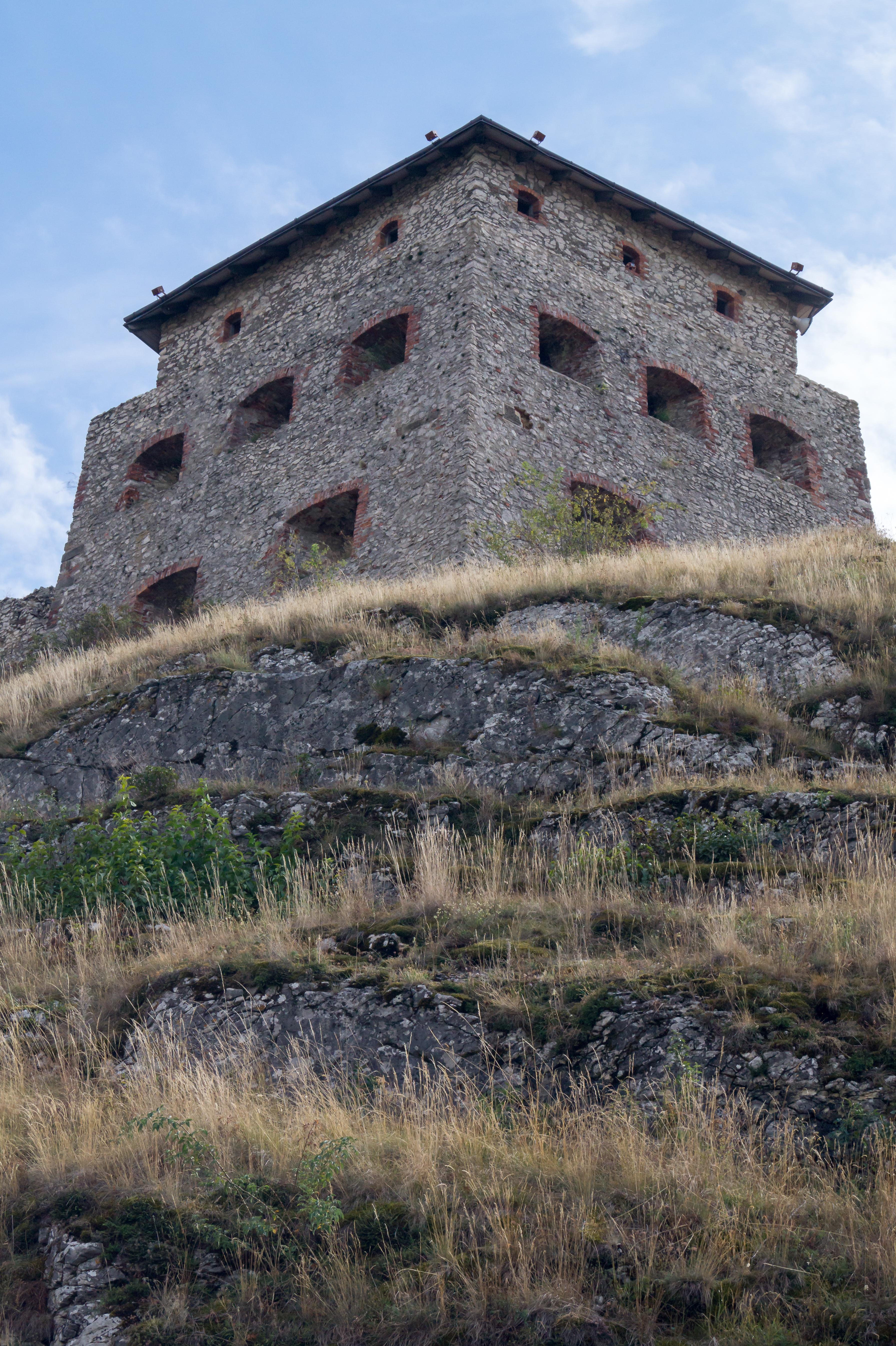
Главная башня
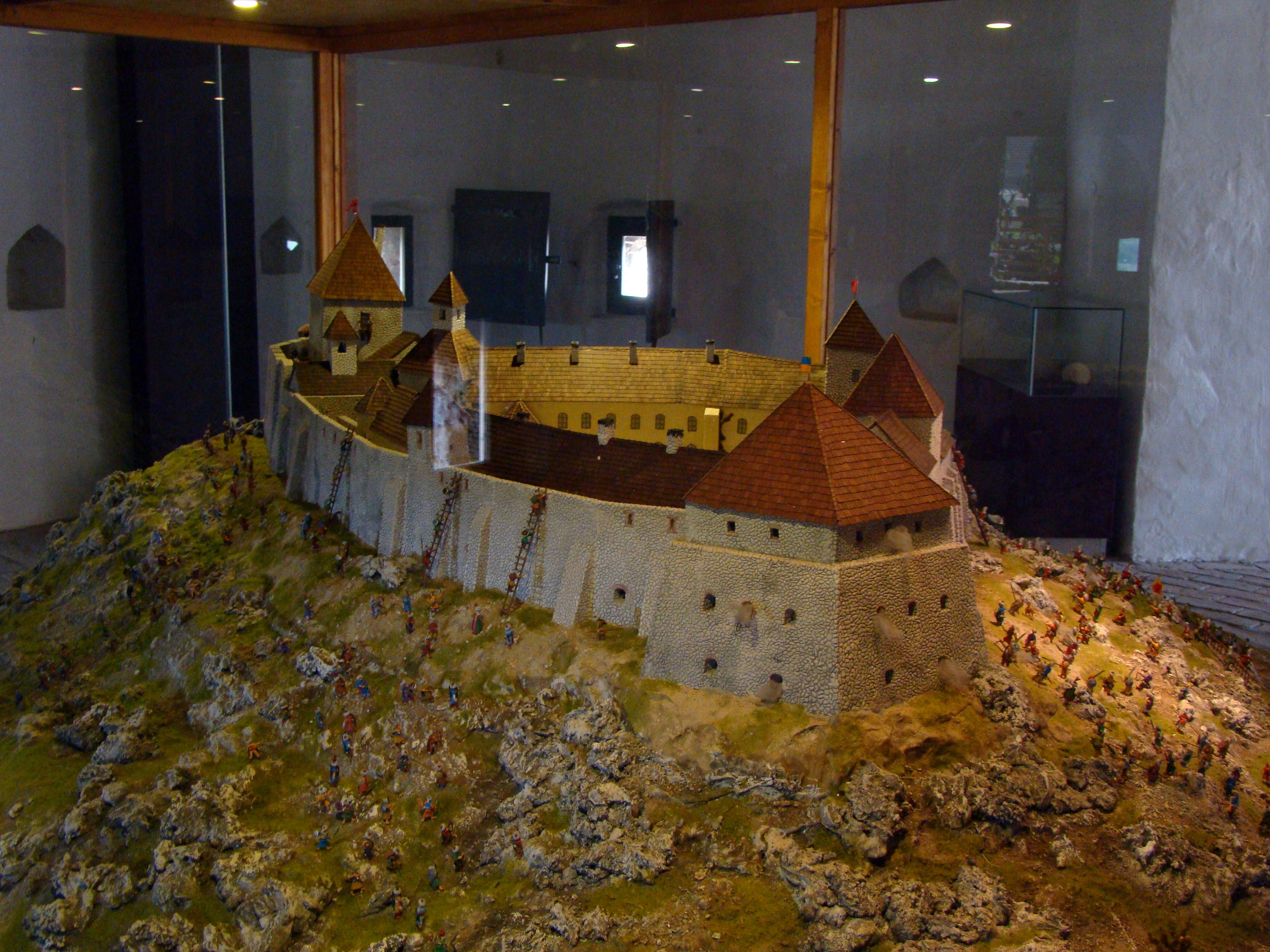
Макет замка в здании музея